# Albatros de Campbell
Thalassarche impavida
Espèce
Statut de conservation UICN

 VU D2 : Vulnérable
L'Albatros de Campbell (Thalassarche impavida) est une espèce d'oiseaux de mer de taille moyenne de la famille des Diomedeidae (la famille des albatros).

## Description
Ses principales différences avec l'Albatros à sourcils noirs sont les iris jaune miel (au lieu de sombres), l'extrémité du bec orangée (au lieu de rougeâtre), des sourcils noirs plus marqués et le dessous des ailes légèrement plus sombre.

## Répartition
Il se reproduit uniquement sur l'île Campbell et l'îlot voisin "Jeannette Marie", deux petites îles néozélandaises du sud de l'Océan Pacifique.

## Systématique
Il est quelquefois considéré comme une sous espèce de l'Albatros à sourcils noirs.

## Source
- Todd F.S. & Genevois F. (2006) Oiseaux & Mammifères antarctiques et des îles de l'océan austral. Kameleo, Paris, 144 p.